# Heniochus chrysostomus

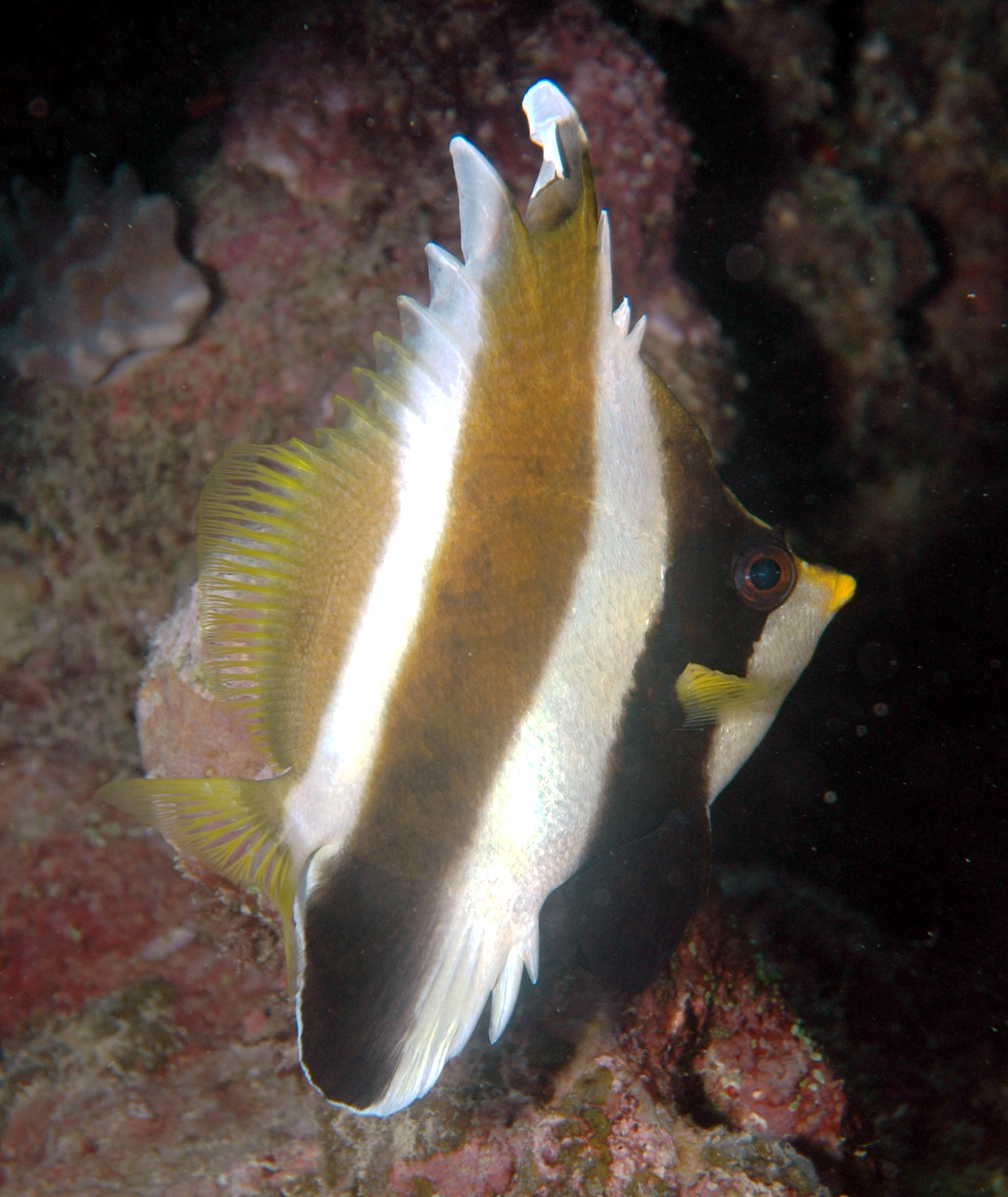

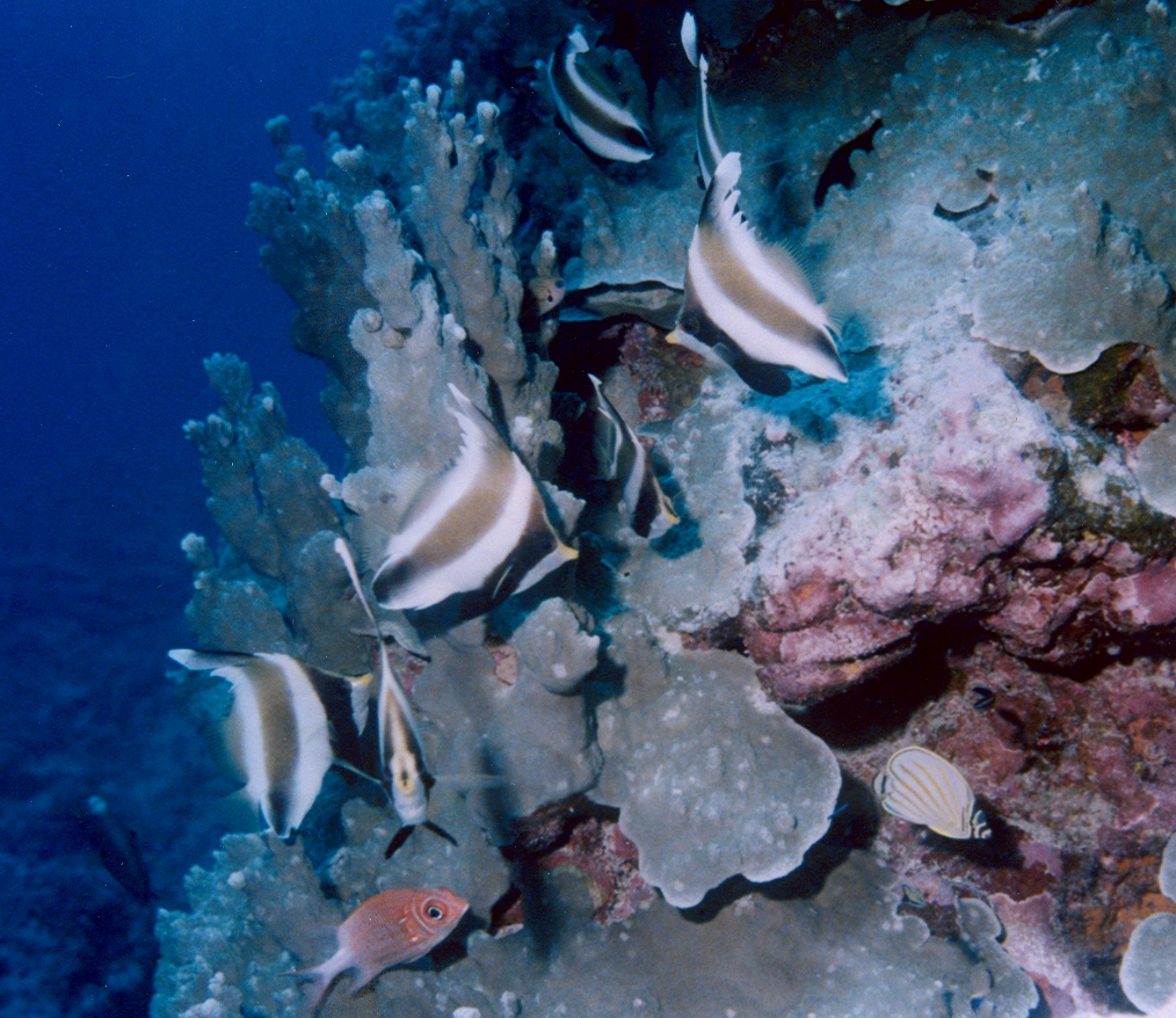
Grup dH.chrysostomus a Guam, Illes Mariannes

Heniochus chrysostomus o peix corall és un peix marí de la família Chaetodontidae.
És l'única espècie del gènere que té tres bandes creuant-li el cos, en lloc de les dues usuals en la resta d'espècies. L'etimologia del nom de l'espècie ve del grec "chryso" = 'or' + "stoma" = 'boca', i es deu a una característica d'aquesta espècie: tenen la boca groga o daurada, enfront de la resta d'espècies del gènere.

## Morfologia
Les espècies del gènere Heniochus tenen part de l'aleta dorsal en forma de llarg filament que pot arribar a ser més llarg que el mateix animal. En aquesta espècie el filament no és tan llarg i les bandes que li creuen el cos són tres, en aquest cas marrons, encara que la que li creua el cap és quasi negra, sobre fons blanc i tonalitats grogues en la resta de l'aleta dorsal i caudal; les aletes pelvianes són negres. La boca és també groga, la qual cosa el distingeix de la resta del gènere.
Té el cos aplanat i comprimit lateralment.
Arriba als 18 cm de llarg.

## Hàbitat
Es distribueix en l'oceà Indo-Pacífic, des de les Illes Christmas, a l'oest, fins a Pitcairn a l'est, i des de Corea del Sud, fins a Nova Gal·les del Sud.
Associat a esculls, viu solitari o en parella i, especialment els jóvens, en aigües succintes poblades de coralls i algues. Sol habitar entre 1 i 45 m de profunditat.

## Alimentació
En la natura es nodreix principalment d'invertebrats bentònics, coralls i algues.

## Reproducció
És ovípar i en cada fresa amolla entre 3.000 i 4.000 ous al corrent, que els trasllada a la part superior de la columna d'aigua. Són pelàgics.

## Manteniment
Són molt sensibles a l'amoníac i al nitrit, però també ho són a petites concentracions de nitrat. Valors superiors als 20 mg/litre de nitrats al seu aquari poden degenerar en casos d'exoftàlmia, normalment en un dels ulls.
La majoria dels espècimens en el comerç d'aquariofília solen estar habituats a alimentar-se amb mysis i artèmia congelats. Aquesta espècie, però, no és recomanada per a aquari d'escull, perquè en la natura s'alimenta de coralls.